# 格里塞尔达 (民间传说)

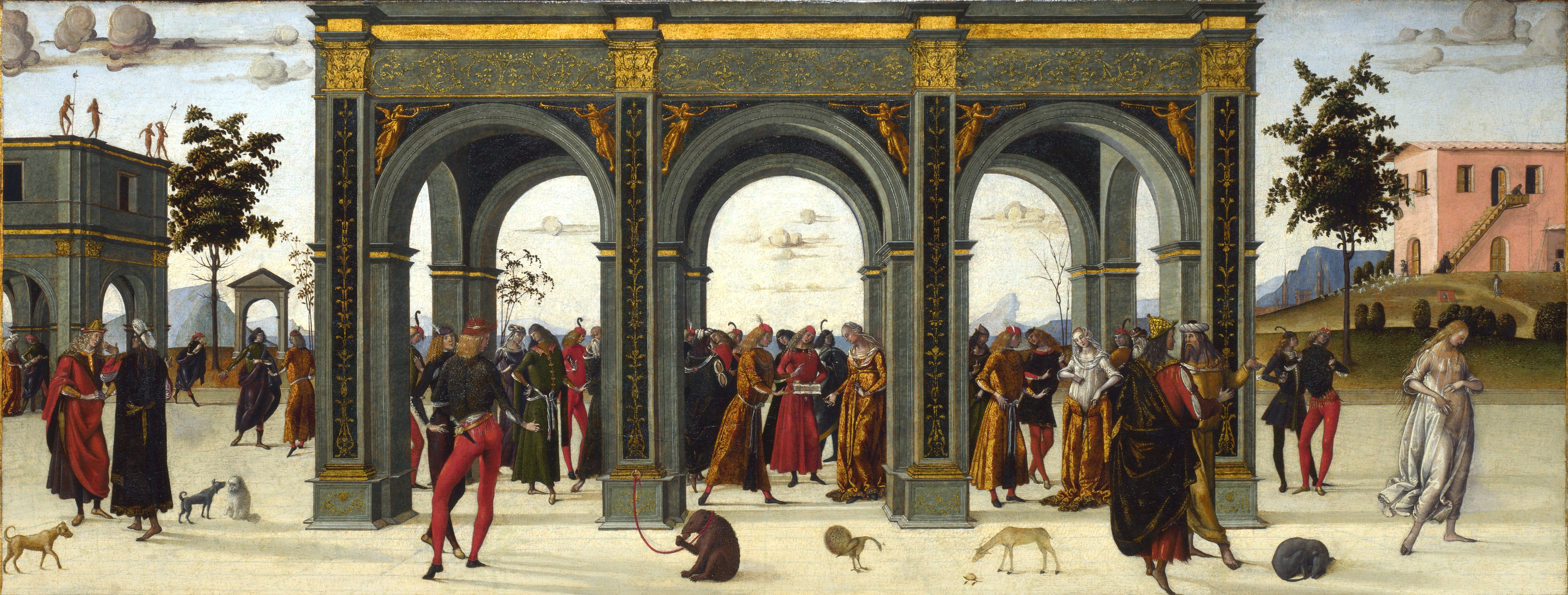
格里塞尔达因丈夫再婚而被送走，出自伦敦国家美术馆的一组锡耶纳派画作《格里塞尔达的故事》（佚名，约 1490 年）。

格里塞尔达（英语化为及类似形式）是欧洲民间传说中的人物，以耐心和服从而闻名。

## 文学方面

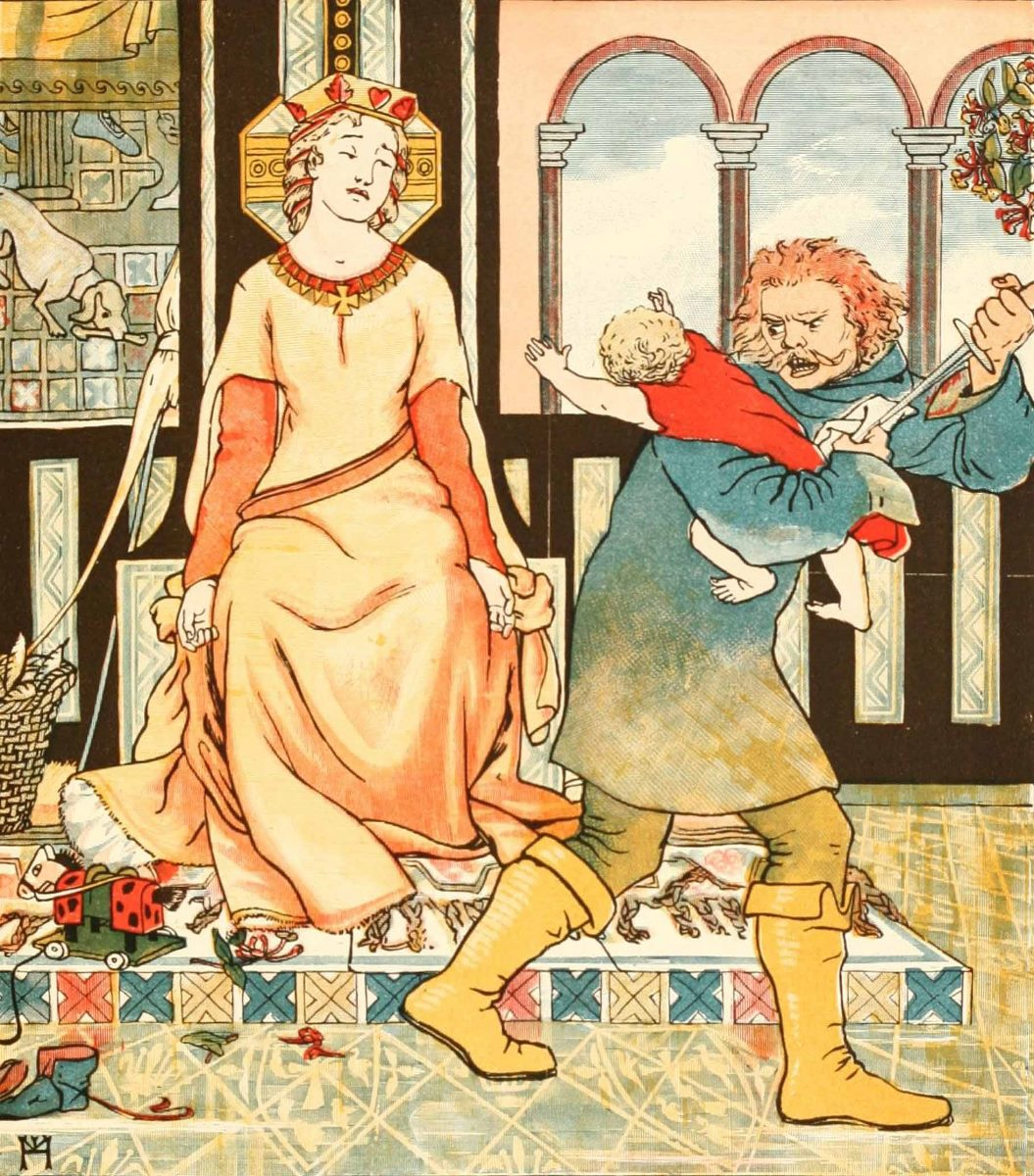
伊丽莎·哈维斯 1882 年出版的《儿童乔叟》一书中的一幅插图描绘了格里塞尔达的一个孩子被带走的场景

这是乔万尼·薄伽丘于大约公元约1350年写作的故事。    格里塞尔达嫁给了萨卢佐侯爵瓜尔蒂耶里，侯爵为了考验她，下令必须将他们的两个孩子——一个儿子和一个女儿——全部处死。格里塞尔达毫无抗议地交出了两个，但瓜尔蒂耶里实际上并没有杀死这两个孩子，而是把他们送到博洛尼亚抚养。在最后的考验中，瓜尔蒂耶里公开与格里塞尔达断绝关系，声称他已获得教皇的特许，可以与她离婚并娶一个更好的女人；格里塞尔达则返回母家与父亲一起生活。几年后，瓜尔蒂耶里宣布他要再婚，并召回格里塞尔达作为仆人来筹备婚礼庆典。他把一名十二岁的女孩介绍给她认识，他声称这是他的新娘，但实际上是他们的女儿；格里塞尔达祝他们一切都好。这时，瓜尔蒂耶里向她透露了实情，格里塞尔达也恢复了妻子和母亲的地位。
格里塞尔达出现在佛朗切斯科·彼特拉克 (死于 1374 年，《格里塞尔达的故事》于 100 年后出版) 和杰弗里·乔叟(《坎特伯雷故事集》中的《教士的故事 》，14 世纪晚期) 的童话中。她也在克里斯蒂娜·德·皮桑的《淑女之城》一书中被提及。 Patient Griselda是夏尔·佩罗于1691年创作的童话。 约翰·菲利普的戏剧《帕西恩特与米克·格里西尔的喜剧》(The Commodye of Pacient and Meeke Grissill ，也称为The Plaie of Grissill) 创作于 1565 年。亨利·切特尔 、托马斯·德克尔和威廉·霍顿合作创作了另一个戏剧版本《耐心的格里塞尔》 (Patient Grissel)，于 1599 年次演。以格里塞尔达为名的歌剧有：安东尼奥·马利亚·博农奇尼创作的《Griselda》 （1718 年）；亚历山德罗·斯卡拉蒂创作的《La Griselda》（1721 年）；乔瓦尼·博农奇尼（Giovanni Bononcini）创作的《Griselda 》（1722 年）；安东尼奥·维瓦尔第创作的《Griselda 》（1735 年）。儒勒·马斯内 ) 的《格里塞丽迪斯》(Grisélidis) (1901) 也受到了格里泽尔达的故事的启发。
威廉·莎士比亚的戏剧《冬天的故事》（1623年）吸收了格里塞尔达故事的许多元素。安东尼·特洛勒普的维多利亚时代小说《麦肯齐小姐》 （1865 年）即以格里塞尔达为主题。 《现代格里泽尔达》是玛利亚·埃奇沃思于 1804 年创作的一部小说。病人格里泽尔达是卡莉尔·丘吉尔1982 年的戏剧《上流女孩》中的历史传奇晚宴的嘉宾之一。 《耐心的格里泽尔达》是史蒂文·安东尼·乔治 (Steven Anthony George) 于2015 年创作的一篇短篇小说，收录于选集《曾几何时：童话、民间传说和神话》中。经过重新构想和重新制作，这个故事被改述为二十世纪末的恐怖故事。
玛格丽特·爱特伍在她的短篇小说《不耐烦的格里塞尔达》中重新构想了格里泽尔达的故事，该小说于 2020 年 7 月 12 日发表在《纽约时报》杂志上。

## 艺术方面
薄伽丘的格里塞尔达故事被描绘在三幅锡耶纳板画中，这些板画可追溯到 1490 年左右，现悬挂在伦敦国家美术馆。它们是一位佚名意大利艺术家的作品，被称为“格里泽尔达的故事” 。 

## 相关阅读
- 《十日談》——格里塞尔达故事最著名的版本
- 《十日谈》故事概要（英语：Summary of Decameron tales）

## 进一步阅读
- Bettridge, William Edwin; Utley, Francis Lee. . Texas Studies in Literature and Language. 1971, 13 (2): 153–208. JSTOR 40754145. ProQuest 1305356697.
- Burger, Glenn D. . University of Pennsylvania Press. 2018: 141–190. ISBN 978-0-8122-4960-6. JSTOR j.ctv16t6m9t.7.
- Cate, Wirt Armistead. . Studies in Philology. 1932, 29 (3): 389–405. JSTOR 4172173.
- Rüegg, Madeline. The Patient Griselda Myth: Looking at Late Medieval and Early Modern European Literature. Berlin, Boston: De Gruyter, 2019. ISBN 9783110628708ISBN 9783110628708. https://doi.org/10.1515/9783110628715
- Shutters, Lynn. . The Chaucer Review. 2009, 44 (1): 61–83  [2024-04-19]. JSTOR 25642131. doi:10.2307/25642131. Project MUSE 315892. （原始内容存档于2024-04-19）.